# I-69
I-69 je grenlandsko športsko društvo iz grada Ilulissata.
Ima nogometni i rukometni odjel.

## Uspjesi

### Nogomet
- Prvaci :
  - prvaci:-

- Prvakinje
  - prvakinje: 1995., 1996., 1997., 1998., 1999., 2000., 2003.
  - doprvakinje : 2002.
  - treće : 1988.

### Rukomet
- Prvaci :
  - 1980., 1985., 1987., 1988., 1989., 1990.